# 透长石
透长石是一种矿物名。是中酸性火山岩的常见矿物，形成于500℃以上。不溶於大多數酸，但是會溶於氫氟酸，形成於多種火山岩以及接觸變質岩中。